# Argynnina (genre)
Pour l’article homonyme, voir Argynnina (sous-tribu).
Genre
Argynnina est un genre australien de lépidoptères de la famille des Nymphalidae et de la sous-famille des Satyrinae.

## Liste des espèces
- Argynnina hobartia (Westwood, 1851)
- Argynnina cyrila Waterhouse & Lyell, 1914